# Appias galene
Appias galene is een vlindersoort uit de familie van de Pieridae (witjes), onderfamilie Pierinae.
Appias galene werd in 1865 beschreven door C. & R. Felder.